# 帕尤西鄉
58°42′07″N 25°56′35″E / 58.702°N 25.943°E

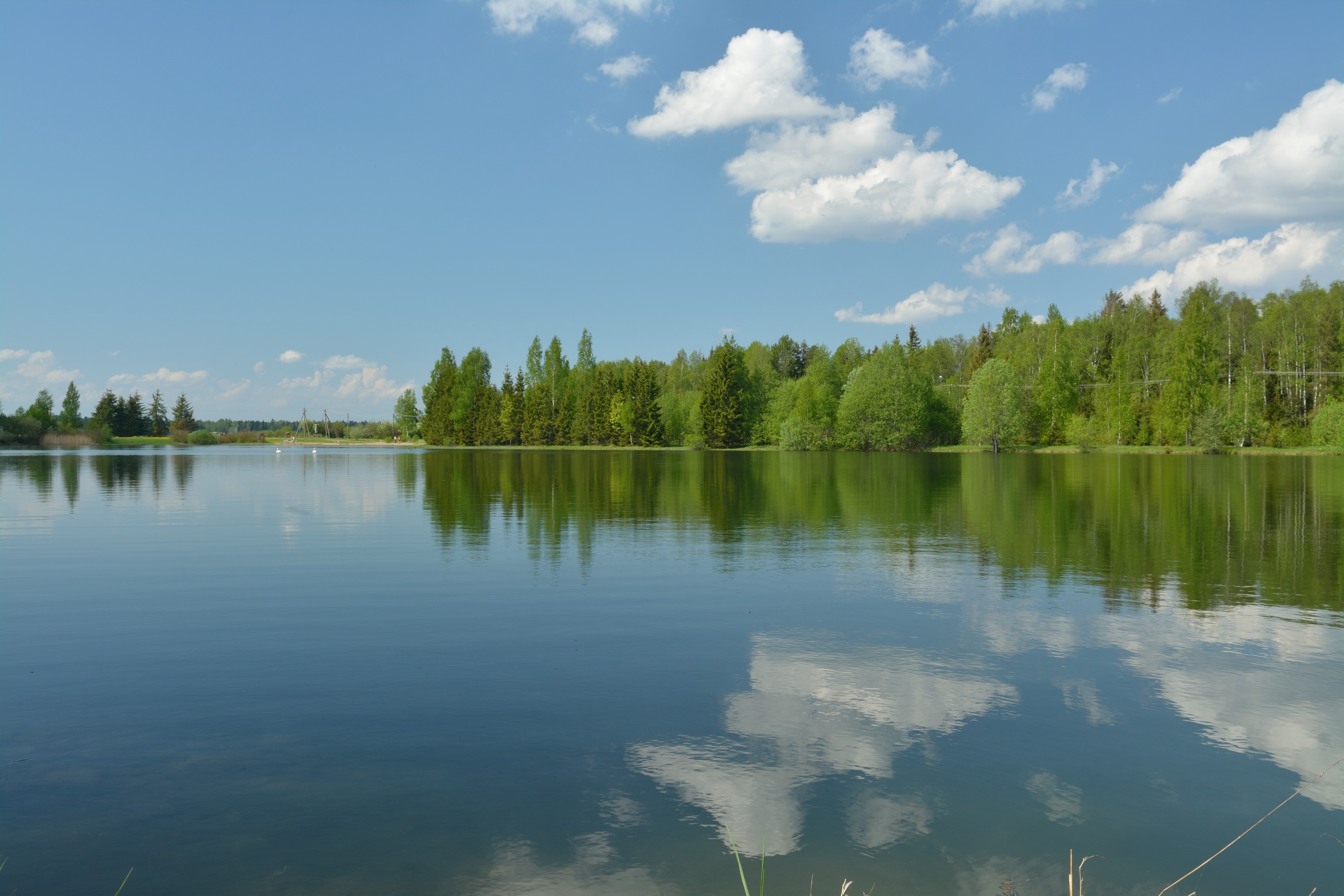

帕尤西鄉，曾是愛沙尼亞約格瓦縣的一個鄉村型市镇，位於該國東部，行政中心設於卡拉納，面積232平方公里，2003年人口1,623，人口密度每平方公里7人。
2017年爱沙尼亚行政改革后，帕尤西市镇大部分区域和其他市镇合并为珀爾察馬市鎮。而一个村庄（Kaave）则与其他市镇合并为新的约格瓦市镇。